# Jaime Hernández Bertrán
Jaime Javier Hernández Bertrán (Barcelona, 18 de enero de 1972) es un ciclista español retirado. Pasó a profesionales en 1996, en el equipo Festina, al que estuvo ligado la mayor parte de su carrera.
Su mayor éxito profesional fue la medalla de bronce conseguida en el Campeonato de España de ciclismo contrarreloj de 1996, disputado en Sabiñánigo (provincia de Huesca) solo por detrás de Íñigo González de Heredia y Álvaro González de Galdeano, oro y plata respectivamente. Tras su retirada trabajó como fisioterapeuta en equipos ciclistas.

## Palmarés
1994
- Trofeo Guerrita

1996
- 3.º en el Campeonato de España Contrarreloj

## Resultados en Grandes Vueltas
| Carrera | Carrera         | 1997 | 1998 | 1999  | 2000 | 2001 | 2002  | 2003 |
| ------- | --------------- | ---- | ---- | ----- | ---- | ---- | ----- | ---- |
|         | Giro de Italia  | 64.º | —    | —     | —    | —    | —     | —    |
|         | Tour de Francia | —    | —    | 102.º | 97.º | —    | —     | —    |
|         | Vuelta a España | —    | —    | 77.º  | 80.º | 89.º | 117.º | Ab.  |

—: no participa
Ab.: abandono

## Equipos
- Festina (1996-2001)[2]
  - Festina-Lotus (1996-1999)
  - Festina (2000-2001)
- Coast/Bianchi (2002-2003)
  - Team Coast (2002-2003)
  - Team Bianchi (2003)